# Lago Xochimilco
O Lago Xochimilco é um antigo lago endorréico localizado no Vale do México. Faz parte de uma série de lagos que inclui o lago Texcoco, o lago Zumpango, o lago Xaltocan e o lago Chalco.  Esses lagos estão relacionados com muitas culturas mesoamericanas, dentre as quais  a teotihuacana, a tolteca e a asteca.  
Os cinco lagos do Vale do México praticamente desapareceram devido às obras de drenagem para evitar inundações na Cidade do México. Apenas os canais de Xochimilco restam do lago original.  

## Canais de Xochimilco
Os canais de Xochimilco, que são tudo que sobrou das extensas chinampas, são agora uma atração turística popular. Os canais são particularmente frequentados nos fins de semana e feriados, quando muitas famílias mexicanas e turistas alugam barcos para passeios que podem incluir serviços de música e comida.  

## Galeria

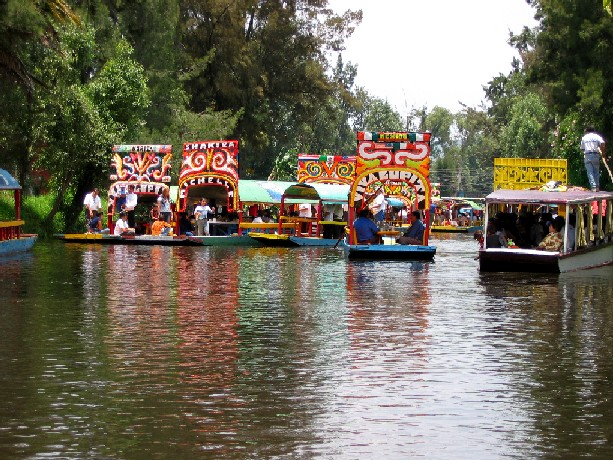
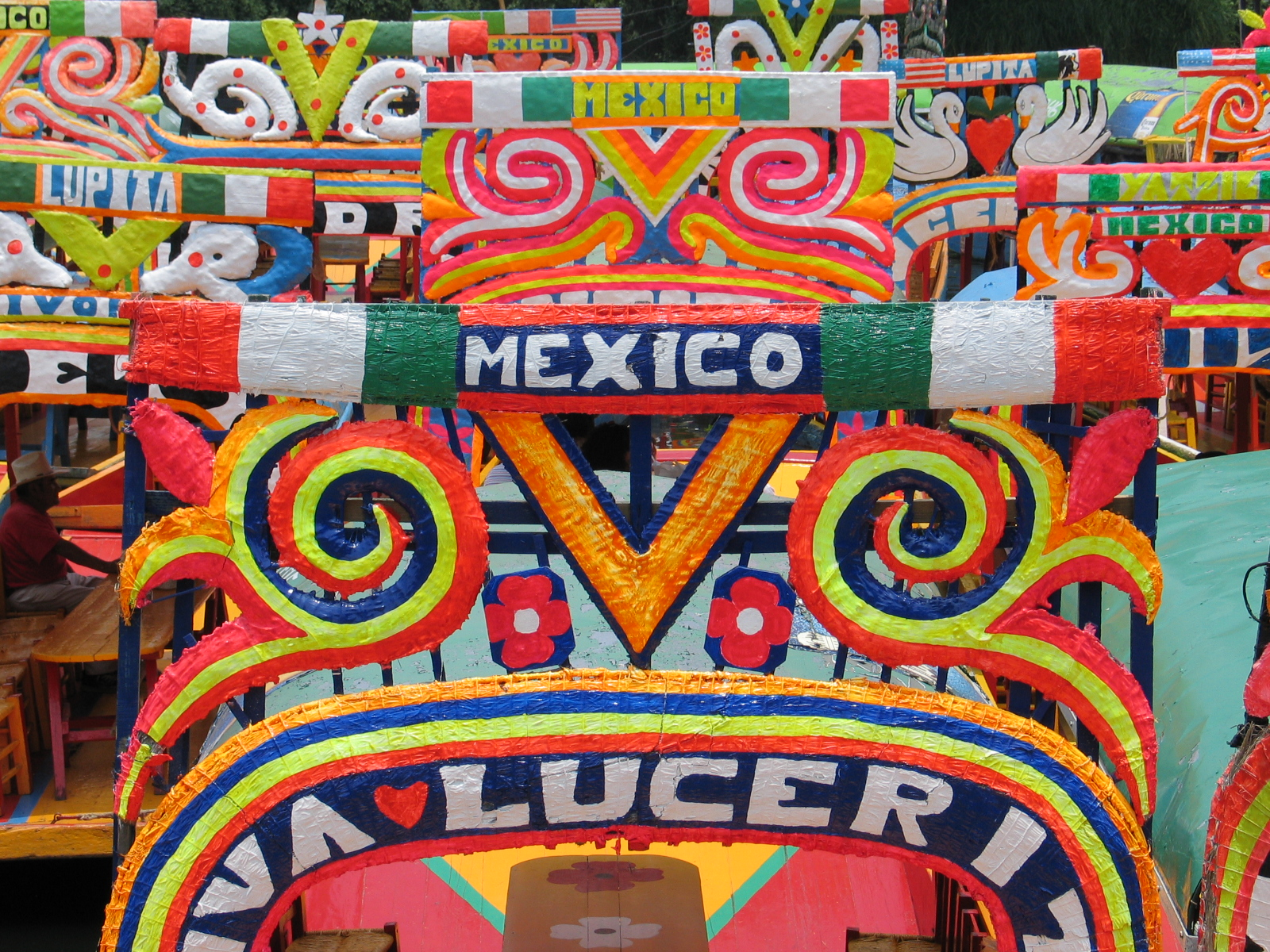
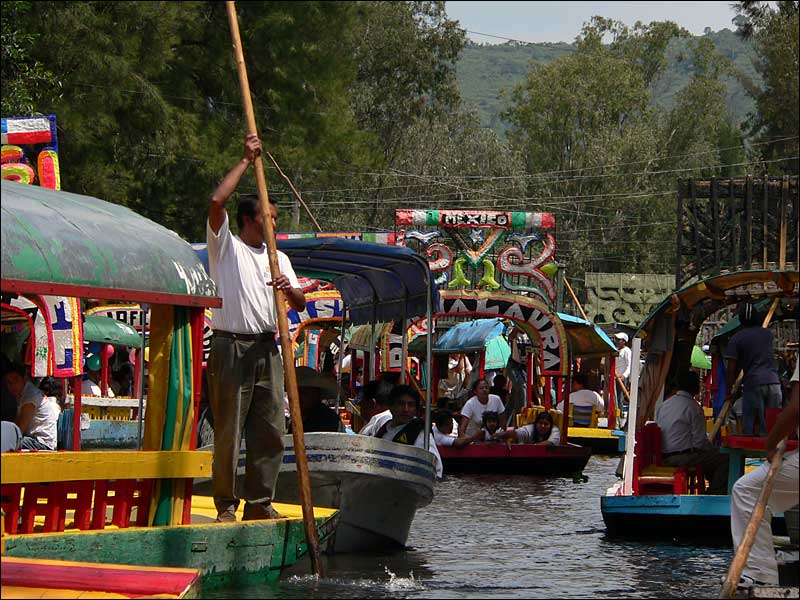
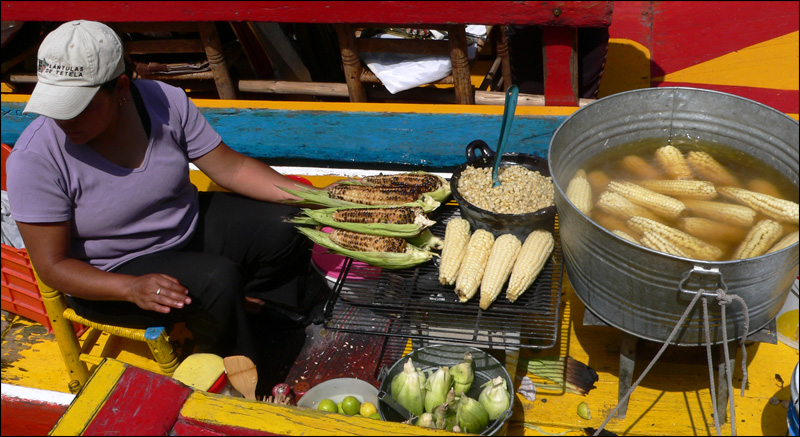